# Ahmed Abdullah
Ahmed Abdullah (eigentlich Leroy Bland, * 10. Mai 1947 in New York City) ist ein US-amerikanischer Jazz-Trompeter.

## Leben und Wirken
Ahmed Abdullah begann mit dreizehn Jahren unter dem Einfluss der Musik Louis Armstrongs Trompete zu spielen und arbeitete zunächst mit lokalen Rhythm and Bluesbands. Mitte der 1960er Jahre wandte er sich der Free-Jazz-Bewegung zu; in den 1970er Jahren wurde er in der New Yorker Loftszene bekannt (Wildflowers Loft-Sessions, 1976) und spielte 1976 und erneut 1990 im Sun Ra Arkestra. Seitdem arbeitete er u. a mit Ed Blackwell, Arthur Blythe, Malachi Favors, Billy Bang, Chico Freeman, Ronnie Boykins, Charles Brackeen, Steve Reid, John Hicks, Sam Rivers und Marion Brown. Abdullah leitete sein Solomonic Quintet und Formationen wie Abdullah Life's Force, NAM und Ebonic Tones und nahm einige Alben für die Label About Time, Silkheart, CIMP und Cadence Jazz auf, an denen u. a Charles Brackeen, Vincent Chancey, Jay Hoggard, Charles Moffett, Fred Hopkins, Carlos Ward und David S. Ware mitwirkten.
Inspiriert von der Geburt seiner Tochter am Tag nach den Terroranschlägen am 11. September 2001 nahm er im Mai 2004 mit Billy Bang, dem Baritonsaxophonisten Alex Harding, dem Bassisten Alex Blake und dem Schlagzeuger Andre Stobert das viel beachtete Album Tara's Song auf, mit Kompositionen von Sun Ra („Tapestry“, „Late in a Pleasant Mood“), Gigi Gryce („Sans Souci“) und einer langen Version seiner eigenen Komposition „The Cave“. 2013 arbeitete er mit Charles Burnham, Reggie Nicholson und D. D. Jackson. 2023 legte er das Buch A Strange Celestial Road: My Time in the Sun Ra Arkestra vor.
Ahmed Abdullah unterrichtete an der New School University von New York.

## Diskographische Hinweise
Alben unter eigenem Namen
- Life's Force (About Time, 1979) mit Vincent Chancey, Jay Hoggard
- Liquid Magic (Silkheart, 1987) mit Charles Brackeen
- Ahmed Abdullah and His Solomonic Quintet (Silkheart) mit David S. Ware, Fred Hopkins
- Dedication (CIMP, 1997)
- Actual Proof (CIMP, 1999)
- Tara's Song (TUM, 2004)

Alben als Sideman
- Billy Bang: The Fire from Within (Soul Note, 1984)
- Arthur Blythe: In Concert; The Grip (India Navigation, 1977)
- Dennis González: Namesake (Silkheart, 1987)
- Sun Ra Arkestra: A Quiet Place in the Universe (Leo Records, 1976/77), Destination Unknown (Enja)
- Sun Ra Arkestra: Mayan Temples (Black Saint, 1990)